# Vitosha
Vitosha (bulgarsk: Витоша; i antikken kaldt Scomius eller Scombrus) er et bjergmassiv i Bulgarien. Det ligger i udkanten af hovedstaden Sofia og dækker et område på 278 km². Højeste punkt er toppen Tsjerni vrăkh (Черни връх, «Den sorte top») på 2.290 moh.
Vitosha er et af Sofias kendemærker, og det nærmeste sted for vandreture, alpinisme og skiture for byens beboere. Praktiske buslinier og kabelbaner gør bjerget let tilgængeligt. Vitosja har vulkansk oprindelse og et omrids som ser ud som en enorm kuppel. I bjergområdet findes en naturpark som omfatter de mest kendte og besøgte steder.